# الغزو الإيطالي للصومال البريطاني
الغزو الإيطالي للصومال البريطاني (3 أغسطس 1940 - 19 أغسطس 1940) ـ (بالإيطالية: conquista italiana della Somalia britannica) يمثل الغزو الإيطالي للصومال العملية العسكرية الإيطالية الوحيدة الناجحة في الحرب العالمية الثانية والتي تمت دون تدخل من الحلفاء الالمان في ذلك الوقت.
وقد تم ذلك بالتزامن مع الاحتلال الألماني لجزر القنال الإنجليزي وكان ذلك الاحتلال الألماني لجزر القنال الإنجليزي هو
حاله التعدي الوحيدة علي الأراضي الخاصغه لبريطانيا.
الغزو الإيطالي للصومال كان عباره عن حملة عسكرية في منطقة القرن الأفريقي، الذي وقع في أغسطس 1940 بين قوات إيطالية ضد بريطانيا العظمى والكومنولث. شكلت الحملة جزء من حملة شرق أفريقيا.
عندما أعلنت إيطاليا الحرب في 10 يونيو 1940، لم تكن مستعدة لحرب طويلة في شمال أفريقيا أو أفريقيا الشرقية. ونتيجة لذلك، أمر الدكتاتور الفاشي الإيطالي بنيتو موسوليني فقط بعض الإجراءات العدوانية المحدودة للقبض على الأرض على طول الحدود بين مصر وكينيا والسودان.
وفي شهر يونيو، اقتنع اميديو، دوق أوستا، الحاكم العام ونائب الملك في شرق أفريقيا الإيطالية، باوامر القيادة العليا الإيطالية للتخطيط لحملة لغزو أرض الصومال البريطانية. اتفق فيكتور عمانوئيل الثالث، ملك إيطاليا، وموسوليني، مع دوق أوستا بالحملة وقبل بداية شهر آب كانوا على استعداد لبدء الغزو.

## الخلفية

### أفريكا أورينتالي إيتاليانا
أعلن الدكتاتور الإيطالي بينيتو موسوليني عن تأسيس أفريكا أورينتالي ايتاليانا (أي إمبراطورية شرق أفريقيا الإيطالية) في 9 مايو 1936، والتي تكونت من إثيوبيا ومستعمرات إريتريا الإيطالية والصومال الإيطالي. فشلت إيطاليا خلال الحرب الإيطالية الحبشية (1895–1896) في تحقيق أهدافها الاستعمارية، لكن عاد الطليان وغزوا إثيوبيا مرةً أخرى انطلاقًا من الصومال الإيطالي وإريتريا الإيطالية في الحرب الإيطالية الحبشية الثانية (3 أكتوبر 1935 -5 مايو 1936). أعلن موسوليني الحرب ضد بريطانيا وفرنسا في 10 يونيو 1940، ما جعل القوات الإيطالية في أفريقيا تهديدًا لطرق الإمداد البريطانية على طول البحر الأبيض المتوسط وقناة السويس والبحر الأحمر.
كانت مصر وقناة السويس أهدافًا واضحة لإيطاليا التي وضعت بدورها الصومال الفرنسي (جيبوتي) والصومال البريطاني ضمن قائمة أهدافها المحتملة. أمل موسوليني في تحقيق انتصارات دعائية في السودان وشرق أفريقيا البريطانية (كينيا وتنجانيقا وأوغندا). استندت هيئة الأركان العامة الإيطالية (كوماندو سوبريمو) في حساباتها الاستراتيجية إلى افتراض عدم وقوع حرب حتى عام 1942، ولم يكن ريجيو إرسكيتو (الجيش الملكي الإيطالي) وريجيا إيرونوتيكا (القوات الجوية الملكية الإيطالية) مستعدين لحرب طويلة أو احتلال مساحات كبيرة من أفريقيا.

### قيادة الشرق الأوسط
ضمّت مملكة مصر السودان، وهي أرض تشاركت كل من مصر وبريطانيا سيادتها (السودان الإنجليزي المصري). يعود الوجود العسكري البريطاني في مصر إلى عام 1882 ولكن حُدّ من هذا الوجود كثيرًا بموجب شروط المعاهدة البريطانية المصرية لعام 1936، والتي سمحت للقوات العسكرية البريطانية باحتلال مصر فقط في حالة الدفاع عن قناة السويس. حصّنت القوات البريطانية-الكومنولثية الصغيرة قناة السويس وطريق البحر الأحمر، وهو إجراء ضروري عزز الاتصالات بين بريطانيا وأراضيها في أقصى الشرق والمحيط الهندي. في منتصف عام 1939، عُيّن الفريق أرشيبالد ويفيل قائدًا عامًا لمنطقة الشرق الأوسط الجديدة، ومسؤولًا عن مسرح عمليات المتوسط والشرق الأوسط. قبل توقيع الهدنة الفرنسية الإيطالية (هدنة فيا إنسيسا)، واجه الجيش الإيطالي الخامس في طرابلس (غرب ليبيا) الجيش الفرنسي في تونس، بينما وضعت المواجهة الجيش الإيطالي العاشر في برقة (شرق ليبيا) أمام البريطانيين في مصر.
ضمّ الجيش الملكي الإيطالي نحو 215.000 رجل في ليبيا وفي مصر، بينما وصل عدد البريطانيين إلى 36000 جندي، بالإضافة إلى تدريب 27500 رجل آخر في فلسطين. امتلك ويفيل 86000 جندي تحت تصرفه عندما تقتضي الحاجة في ليبيا والعراق وسوريا وإيران وشرق أفريقيا. أمام حدود يحرسها نحو ثمانية رجال لكل ميل، خلص ويفيل إلى أن الاستراتيجية الدفاعية هي السياسة المجدية الوحيدة، إذ مالت إلى تأجيل اتخاذ أي إجراءات في المواقع الرئيسية وتمني الحصول على أفضل النتائج. عقد وزير الخارجية أنطوني إيدن مؤتمرًا في الخرطوم في نهاية أكتوبر 1940 ضمّ الإمبراطور هيلا سيلاسي والجنرال الجنوب أفريقي جان سموتس (مستشار ونستون تشرشل في شؤون المنطقة) وويفيل وكبار القادة العسكريين في شرق أفريقيا، بمن فيهم الفريقَين بلات وكانينغهام. اتُخذ قرار باعتماد إستراتيجية هجومية ضد إثيوبيا، تضمنت استخدام مقاتلي الآربيغنوش (بالأمهرية: الوطنيين). اكتسبت القوات البريطانية وقوات الكومنولث ميزة استخباراتية في نوفمبر، عندما اخترقت مدونة الحكومة ومدرسة سايفر (جي سي وسي إس) في بليتشلي بارك شيفرة الجيش الملكي في شرق أفريقيا. في وقت لاحق من الشهر ذاته، اخترق المكتب المشترك للشرق الأوسط (سي بي إم إي) أيضًا الشيفرة البديلة الخاصة بريجيا إيرونوتيكا.

### الصومال البريطانية
حارب البريطانيون محمد عبد الله حسن ودولة الدراويش في حملة الصومال (1900-1920) بهدف السيطرة على المنطقة. أجبرت الحامية البريطانية على التراجع إلى الساحل في عام 1910 حتى نهاية الحرب العالمية الأولى، وشهد عام 1920 نهاية المقاومة الصومالية، بعد ثلاثة أسابيع من هجمات شنتها كل من القوات المحلية، وكتيبة بنادقة الملك الأفريقية (كي إيه آر) وسلاح الجوي الملكي (آر إيه إف). بلغت مساحة المستعمرة نحو 68000 ميل مربع (176119 كيلومترًا مربعًا) تضمنت سهلًا داخليًا يمتد ساحليًا على مسافة 60 ميلًا (97 كم)، وينتهي عند سلسلة جبلية يبلغ ارتفاعها 4000 قدم (1219 مترًا).
وُجدت الزراعة ضمن نطاق محدود، واعتمد معظم السكان البالغ عددهم 320000 على رعي الماشية لتأمين متطلبات العيش. كانت بربرة أكبر المدن وضمت أكبر ميناء، وأُحيطت بأراضٍ صحراوية وأخرى شجرية، ووصل عدد قاطنيها إلى نحو 30000 في موسم البرد، بينما انخفض هذا الرقم إلى ما يعادل 15000 في أشهر الصيف. كان الميناء بمثابة مرسى من الدرجة الأولى ومثّل ميناء المستعمرة الرئيسي لإعادة التصدير، على الرغم من افتقاره إلى مرافق مرفئية ما جعله غير ملائم لوصول قوة استكشافية، وتعيّن على السفن تفريغ حمولتها بواسطة مركبات التحميل والتفريغ، وهي طريقة استغرقت عشرة أيام لتفريغ سفينة يبلغ إجمال حمولتها المسجلة 3000 طن. تسببت رياح الخريف العاتية والحارة في إيقاف عمليات التحميل والتفريغ خلال الفترة الممتدة من يوليو إلى أغسطس.

### الصومال الفرنسية
عرقل العميد بول لوجونتيوم، الذي قاد القوات البريطانية والفرنسية منذ اندلاع الحرب، تنفيذ هدنة فيا إنسيسا واستمر في تعاونه مع البريطانيين. اكتشف البريطانيون في 27 يوليو حقيقة شروط الهدنة المتعلقة بالصومال الفرنسي، إذ تضمنت في واقع الأمر تجريد المستعمرة من السلاح ومنح الإيطاليين حرية الوصول إلى الميناء والجزء الفرنسي من السكك الحديدية في أديس أبابا. هدد لوجنتيوم باللجوء إلى العنف لإيقاف الحاكم هوبير ديشامب، الذي وافق على إطاعة تعليمات نظام فيشي. عندما حاولت لجنة الهدنة الإيطالية المحلية الاتصال به، أكد لوجنتيوم للقاهرة أنه سيماطل لكسب بعض الوقت لكنه رأى هجومًا إيطاليًا يلوح في الأفق. 
أُرسلت الكتيبة الثانية، التي عُرفت باسم بلاك ووتش، من مصر باتجاه عدن بواسطة طراد، بهدف تعزيز قوات الفرنسيين، بالتزامن مع جهل ملفّق بشروط الهدنة أبداه لوجونتيوم الذي منع دخول حاكم فيشي الجديد، الجنرال الفرنسي غيتون جيرمان (25 يوليو-7 أغسطس). واجه لوجونتيوم في 19 يوليو معارضة قادة القوات البحرية والجوية في مجلس الحاكم، وتقرَّر إبعاد معارضي فيشي بهدف تجنب إراقة الدماء. بدأ الوقت ينفد من لوجونتيوم الذي غادر إلى عدن في 5 أغسطس، تاركًا لجيرمان مهمة قطع العلاقات مع البريطانيين. استمرت المخاوف الإيطالية من إمكانية استخدام البريطانيين للمستعمرة كنقطة عبور؛ حلّ بيير نوايتا محلّ جيرمان كحاكم اعتبارًا من 7 أغسطس، وقدِم من فرنسا في 2 سبتمبر.